# Arme combinée
 (juillet 2023).

Une image montrant les dispositions typiques d'arme combiné (en haut), du "drilling" (au milieu) et du canon "vierling" (en bas)

Une arme à feu combinée est une arme à feu qui comprend généralement au moins un canon rayé et un canon à âme lisse, qui est généralement utilisée avec des cartouches à grenaille ou un certain type de cartouche de fusil de chasse. La plupart étaient des armes à brisure, bien qu'il y ait également eu d'autres modèles. Les armes combinées utilisant un canon rayé et un canon à âme lisse se trouvent généralement dans une configuration superposée. Une arme combinée avec plus de deux canons s'appelle un drilling (allemand pour "triplet") avec trois canons, un vierling (allemand pour "quadruplet") avec quatre canons et un fünfling (allemand pour "quintuplé") avec cinq canons. Les armes combinées utilisent généralement des cartouches à bourrelet, car les cartouches sans bourrelet sont généralement plus difficiles à extraire d'une arme à feu à brisure.

## Utilisation
Les armes combinées ont une longue histoire et ont été très populaire en Europe, au Moyen-Orient, en Asie et en Afrique. Leur existence remonte aux premiers jours des armes à feu à cartouches métalliques (fin XIXe - début XXe siècle). Ces armes sont presque exclusivement des armes de chasse. L'avantage d'avoir une seule arme à feu qui peut tirer à la fois des cartouches métalliques conçues pour les canons rayés et des cartouches de chasse pour les canons lisses, est qu'une seule arme peut être utilisée pour chasser une très grande variété de gibier, du cerf au gibier à plumes, et le tireur peut choisir le canon approprié selon la cible qui se présente. Par conséquent, ils sont très populaires auprès des gardes-chasse qui ont souvent besoin de la flexibilité d'une arme combinée lors de leurs activités de régulation des populations.

## Mécanismes de tir
Les premières arme combinées étaient appelées Pierrier (qu'il ne pas confondre avec les petits canons, souvent montés sur les navires, plus connus qui étaient montés sur un support ou une fourche pivotant et permet une large gamme de mouvements) qui utilisait un ensemble de canons conçus pour tourner pour permettre au canon rayé ou à âme lisse de s'aligner avec un mécanisme à silex avant le tir. Les fusils combinés modernes ont tendance à ressembler à des fusils de chasse à double canon et à des carabines à double canon, et sont presque universellement des modèles à brisure. Les pistolets combinés ont généralement un sélecteur qui permet à l'utilisateur de choisir à sa volonté, le canon qui tirera au moment de presser la queue de détente. Les versions à trois canons connues sous le nom de "Drillings", présente généralement deux canons de fusil de chasse lisse et un canon de carabine rayé, ils ont aussi généralement deux queues de détente (une pour chaque canon de fusil de chasse), et un sélecteur qui permettra à une gâchette de tirer le canon rayé. Les versions à quatre canons connues sous le nom de "Vierlings" ont généralement deux queues de détente et des sélecteurs pour basculer entre les canons du fusil de chasse et le canon rayé.

## Dispositions

### Armes combinées

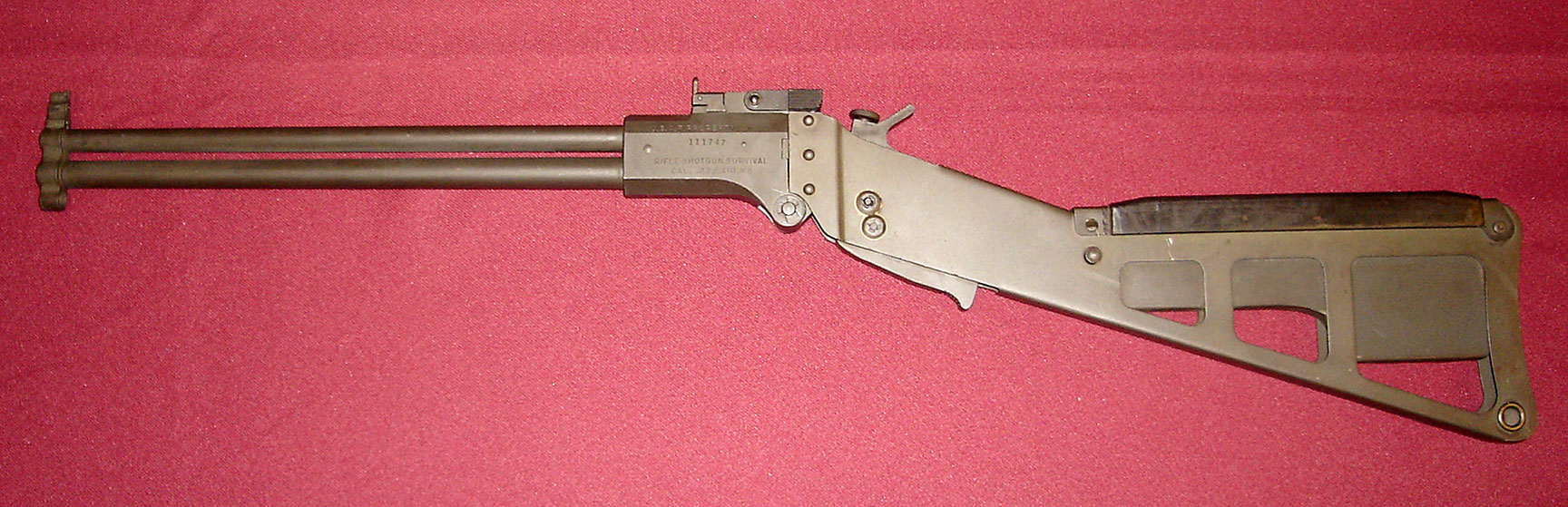
Arme de survie M6

Les armes combinées sont des modèles superposés tels que le Savage Model 24, généralement avec un canon rayé placé sur un canon à âme lisse. Les organes de visée métalliques sont couramment utilisés pour viser avec l'arme, et le guidon seul suffit pour visée avec le canon lisse. Des supports de lunette sont disponibles pour certains modèles.
Un exemple d'arme combinée intéressante est l' arme de survie M6 Aircrew de l'armée de l'air des États-Unis, fournie dans les paquetages de survie en cas de naufrage, et sa version civile, le Springfield Armory M6 Scout, une arme combinée pliante entièrement métallique permettant le tirer de la .22 Hornet sur .410  ou .22 Long Rifle sur .410 .

### "Cape Gun"
Un "Cape Gun" est une version d'une arme combinée et est généralement d'origine européenne. Ceux-ci étaient autrefois populaires en Afrique australe, où une grande variété de gibier pouvait être rencontrée. Les versions britanniques sont généralement chambrées pour la cartouche en service dans l'armée britannique : le.303, et un canon à âme lisse de calibre 12, avec le canon rayé positionné sur la gauche. Les armes allemandes et autrichiennes ont le canon rayé sur le côté droit, qui est tiré par la queue de détente avant. Les versions allemande et autrichienne sont généralement chambrées pour des cartouches de fusil 9,3 × 72 mmR ou 9,3 × 74 mmR et des cartouches de calibre 16 ou 12, car elles étaient généralement portées par les anciens gardes-chasse, bien qu'elles soient généralement chambrées dans une plus grande variété de cartouches et de cartouches de chasse disponibles.

### "Drillings"

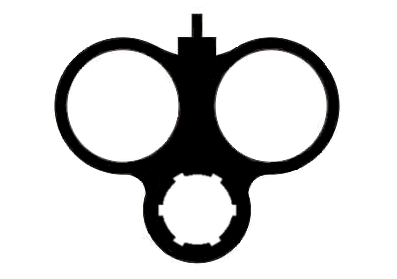
Disposition commune des armes « drilling » côte à côte des canons de fusil de chasse sur un canon rayé

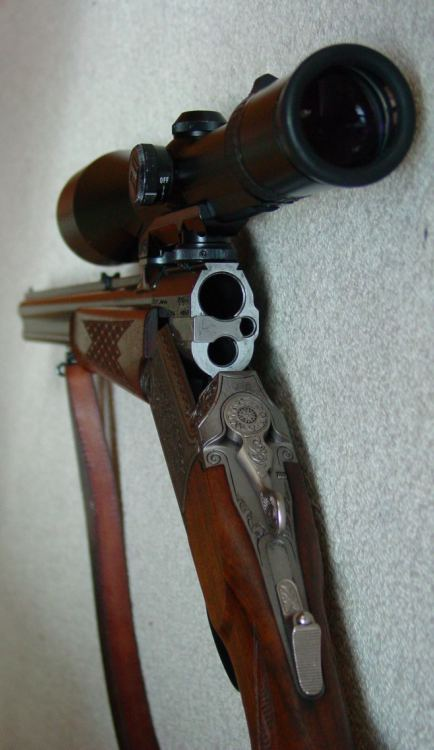
"drilling" avec un canon lisse, un canon à percussion centrale et un canon à percussion annulaire.

Les Drillings ("Drilling" étant l'allemand pour "triplet") se composent normalement de deux canons à alésage lisse assortis et d'un canon rayé ( allemand : Normaldrilling , Drilling courant), mais peuvent couvrir une gamme beaucoup plus large de formes et de configurations de canons.
Étant donné que les Drillings  étaient généralement conçus par de petits fabricants, chaque fabricant choisissait la disposition qu'il préférait ou s'adaptait à disposition commandée par le client. La disposition la plus courante était 2 canons lisses côte à côte avec un canon rayé à percussion centrale en dessous, comme le M30 Luftwaffe Drilling. Dans d'autres cas, le canon rayé pouvait accueillir des cartouche à percussion annulaire .22 ou .22 Hornet.
Plus rares étaient les Drillings qui utilisaient deux canons rayés et un seul canon lisse. Celles-ci étaient plus difficiles à fabriquer, car, comme un fusil à double canon, les canons rayés doivent être très soigneusement réglés, c'est-à-dire alignés lors de la fabrication pour tirer vers le même point de visée à une distance donnée. Cela nécessite plus de précision que le réglage des canons de fusil de chasse à double canon, qui sont utilisés à des distances plus courtes avec de larges dispersions des projectiles de tir où un petit désalignement ne sera pas significatif. Si les canons rayés étaient du même calibre, alors les trois canons étaient généralement disposés en triangle, les deux canons rayés sur le dessus, ou un canon rayé et le canon à âme lisse sur le dessus (c'est ce qu'on appelle un Drilling croisé ). Si les canons rayés différaient en calibre, généralement la disposition serait un dessus / dessous utilisant le canon lisse et le canon à percussion centrale, avec un canon de fusil à percussion annulaire monté entre les 2 sur un côté. Ces configurations, avec des canons de fusil de chasse/à percussion centrale/à percussion annulaire, sont la configuration la plus recherchée par les collectionneurs modernes.
Le fusil de chasse à trois canons lisse est la configuration la plus rare et est sans doute une variante étrange d'un fusil de chasse à double canon plutôt qu'un Drillings , car il n'a pas la combinaison fusil / carabine de chasse que tous les autres Drillings ont. Le fusil de chasse à trois canons est généralement disposé comme un fusil de chasse côte à côte, avec le troisième canon centré, en dessous des deux autres. Cependant, il existe des contre exemples comme la Chiappa Triple Crown qui a une disposition triangulaire avec une en haut et deux en bas. Cela donne à la Triple Crown une image de visée à un seul canon. À noter que les canons sont tous du même calibre.
Un Drillings très inhabituel mais notable est le TP-82, un Drillings à canon court composé de deux canons de calibre 12,5 mm à alésage lisse, sur un canon rayé de 5,45 mm avec une crosse d'épaule amovible qui peut également servir de machette au besoin. Il a été développé par l' Union soviétique comme arme de survie pour ses cosmonautes et a été utilisé de 1986 à 2006, date à laquelle il a été retiré en raison du fait que les munitions, qu'il était le seul à utiliser s'étaient trop dégradées avec le temps pour être utilisable de manière fiable.

### Vierlings
Les Vierlings ("vierling" étant l'allemand pour "quadruplet") se composent généralement de deux canons de fusil de chasse à âme lisse assortis, d'un canon rayé à percussion annulaire .22 et d'un canon rayé à percussion centrale. Cependant, ils peuvent exister dans une variété de configurations de canons et de calibres. Les vierlings sont assez rares et sont presque toujours fabriqués sur mesure pour le marché haut de gamme et pour les clients les plus fortunés. Un exemple était la carabine Lancaster à quatre canons, conçue à l'origine pour le Maharajah de Rewa pour la chasse aux tigres.

### Fünflings
Les Fünflings ("fünfling" étant l'allemand pour "quintuplé"), est un type extrêmement rare d'arme combiné en raison de sa plus grande complexité à joindre une association de cinq canons lisses et rayés séparés dans une seule 'arme à feu. Certaines de ces dispositions incluent un seul canon à âme lisse au-dessus de deux calibres de canon de fusil dans une configuration côte à côte et superposée ou deux canons de fusil de chasse à âme lisse dans une configuration côte à côte avec trois calibres de canon de fusil entre eux qui sont empilés verticalement dans une configuration superposée.

## Voir également
- Chiappa Double Badger
- Pistolet de survie Chiappa M6
- Flakvierling
- Revolver LeMat
- Liste des armes à feu à plusieurs canons
- Getter de jeu de marbre
- Arme à feu à plusieurs canons
- S & T Daewoo K11
- M30 Luftwaffe